# Fusió deuteri-triti

Reacció de fusió deuteri-triti

La fusió deuteri-triti (de vegades abreujada D+T) és un tipus de fusió nuclear en què un nucli de deuteri es fusiona amb un nucli de triti, donant un nucli d'heli, un neutró lliure i 17,6 MeV d'energia. És la reacció de fusió més coneguda per a dispositius de fusió.
El triti, un dels reactius necessaris per a aquest tipus de fusió, és radioactiu. En els reactors de fusió, una " manta reproductora " feta de liti es col·loca a les parets del reactor, ja que el liti, quan s'exposa a neutrons energètics, produirà triti.

## Concepte
En la fusió deuteri-triti, un nucli de deuteri es fusiona amb un nucli de triti, donant un nucli d'heli, un neutró lliure i 17,6 MeV, que es deriva d'aproximadament 0,02 AMU. La quantitat d'energia obtinguda es descriu mitjançant la relació massa-energia: {\displaystyle E=mc^{2}}. El 80% de l'energia (14,1 MeV) es converteix en energia cinètica del neutró que viatja a 1⁄6 de la velocitat de la llum.
La diferència de massa entre D+T i neutró + 4He es descriu mitjançant la fórmula de massa semiempírica que descriu la relació entre els defectes de massa i l'energia d'unió en un nucli.

## Descobriment
L'evidència de la reacció D+T es va detectar per primera vegada a la Universitat de Michigan el 1938 per Arthur Ruhlig. El seu experiment va detectar la signatura de neutrons amb energia superior a 15 MeV en reaccions secundàries de triti creades amb reaccions de {\displaystyle ^{2}}H{\displaystyle (d,p)^{3}} eaccions H d'un feix de deutero incident de 0,5 MeV sobre un objectiu d'àcid fosfòric pesat, D{\displaystyle _{3}}PO{\displaystyle _{4}}. Aquest descobriment va ser en gran part desconegut fins fa poc.

## Procedència de reactius
Aproximadament 1 de cada 5.000 àtoms d'hidrogen de l'aigua de mar és deuteri, cosa que fa que sigui fàcil d'adquirir.
El triti, però, és un isòtop radioactiu i difícil d'obtenir de manera natural. Això es pot evitar exposant el liti més fàcilment disponible a neutrons energètics, que produeixen nuclis de triti. A més, la pròpia reacció deuteri-triti emet un neutró lliure, que es pot utilitzar per bombardejar liti. Una "manta reproductora", que consisteix en liti, es col·loca sovint al llarg de les parets dels reactors de fusió de manera que els neutrons lliures creats durant la fusió deuteri-triti reaccionen amb ella per produir més triti. Aquest procés s'anomena cria de triti.

## Ús en reactors de fusió
Es preveu que la fusió deuteri-triti s'utilitzi a ITER, així com a molts altres reactors de fusió proposats. Aporta molts avantatges respecte a altres tipus de fusió, ja que té una temperatura mínima relativament baixa de 100 milions de graus C.